# 34199 Amyjin
34199 Amyjin este o planetă minoră (asteroid), cu un diametru de 1,759 km, din centura de asteroizi. A fost descoperită pe 25 august 2000 la Experimental Test Site⁠(d) de Lincoln Near-Earth Asteroid Research. 
Obiectul prezintă o orbită caracterizată de o semiaxă mare de 2,3215692 UAi, o excentricitate de 0,16, o înclinație de 2,90523 ° în raport cu ecliptica.